# Ilze Jaunalksne
Ilze Jaunalksne-Rēdere, född 19 november 1976 i Jūrmala, är en lettisk journalist, författare och nyhetsankare i lettisk tv.
Jaunalksne ledde 2006 tv-programmet De Facto där hon avslöjade en politisk skandal som innebar försök att köpa röster bland flera olika av landets partier. Nyhetsrapporteringen ledde till åtal mot flera högt uppsatta politiker i landet och ledde till att en minister tvingades avgå. Jaunalksne blev trakasserad och valde att dra ansvariga inför rätta, då de bland annat avlyssnat hennes privata telefon och spridit innehåll från privata samtal som ett sätt att hämnas. Hon vann detta mål och fick skadestånd från staten, det första fallet i landets historia.
Jaunalksne har fortsatt engagera sig i demokratifrågori i Lettland och mottog 2007 International Women of Courage Award.  